# 歐白魚
歐白魚（学名：Alburnus alburnus）为輻鰭魚綱鯉形目雅羅魚科歐白魚屬的其中一種，廣泛分布於歐洲各地，本魚身體細長而扁平，頭尖，吻小，嘴巴上翹，側線完整，背鰭硬棘2至4枚；背鰭軟條7至9枚；臀鰭硬棘3；臀鰭軟條14至20枚；脊椎骨41至44枚，體長可達25公分，棲息在低地河流，屬肉食性，以昆蟲及無脊椎動物等為食，成魚出現在淺灘接近水表面，主要捕食浮游生物，包括甲殼動物與昆蟲，可做為食用魚、養殖魚及遊釣魚類。

## 扩展阅读
維基物種上的相關：歐白魚